# Аугментатив
Аугментати́в, або огментатив (від лат. augmen — збільшення, підвищення), збільшувально-підсилювальне слово або форма слова. Протилежність димінутиву.
Аугментатив в українській мові утворюється за допомогою:
• афіксів: -ище, -ища; вітер — вітрище;  
• суфікса «ен» (Л. Глібов: «Аж суне Вовк — такий страшенний / та здоровенний»);
• подвоєних префіксів (О. Різниченко: «Стоптала копитами татарва / Угіддя руські й діточок маленьких. / Попогуляла шабелька крива / По їхніх татах і по їхніх неньках»).
Також утворюється за допомогою епентези (грецьк. epenthesis — вставка), тобто появи додаткового звука в складі слова, зокрема «о» (О. Різниченко: "Сокира щугоне униз, / І череп, ніби диня, репне).
Використовується (переважно в розмовній мові) для надання мовленню більшої виразності, негативного або позитивного забарвлення.